# Cagliari (metropolitane stad)
De  Città Metropolitana di Cagliari (Italiaans: voor "metropolitane stad Cagliari") is een Italiaanse bestuurslaag die bestaat uit Cagliari en 16 omliggende gemeenten. De metropolitane stad is op 4 februari 2016 bij de hervorming van de lokale overheidsorganen in de plaats gekomen van de vroegere provincie Cagliari. Het is een van de vijf provincies en enige metropolitane stad van de Italiaanse regio Sardinië. Cagliari heeft een oppervlakte van 1.248 km² en ongeveer 431.500 inwoners. Hiermee is het de kleinste metropolitane stad van Italië naar inwonertal en de op een na kleinste naar oppervlakte, na Napels. De officiële afkorting is CA.
De metropolitane stad Cagliari strekt zich uit over het zuidelijke gedeelte van het eiland Sardinië en ligt tussen twee bergruggen. De regio is ontstaan uit 17 gemeenten van de voormalige provincie Cagliari. De overige 54 gemeenten van deze provincie zijn opgegaan in de nieuwe provincie Zuid-Sardinië.